# Sleeping Giant
Sleeping Giant is een Canadese film uit 2015, geschreven en geregisseerd door Andrew Cividino en gebaseerd op zijn gelijknamige kortfilm uit 2013. De film ging in première op 14 mei op het Filmfestival van Cannes in de sectie Semaine de la critique.

## Verhaal
De tiener Adam brengt met zijn ouders de zomervakantie door aan het Bovenmeer in Thunder Bay, Ontario. Hij geraakt bevriend met twee andere tieners, de neven Riley en Nate, die hun tijd doorbrengen met het roekeloos van de rotsen duiken. Wanneer Adam een pijnlijk geheim te weten komt, worden een aantal gebeurtenissen in gang gezet die hun vriendschap op de proef zal stellen.

## Rolverdeling
| Acteur         | Personage |
| -------------- | --------- |
| Jackson Martin | Adam      |
| Nick Serino    | Nate      |
| Reece Moffett  | Riley     |
| David Disher   | William   |
| Erika Brodzky  | Marianne  |

## Prijzen en nominaties
De film won 11 prijzen en werd voor 18 andere genomineerd. Een selectie:
| Jaar | Evenement                               | Categorie                              | Genomineerde     | Resultaat   |
| ---- | --------------------------------------- | -------------------------------------- | ---------------- | ----------- |
| 2015 | Filmfestival van München (33ste editie) | Cinevision Award voor beste debuutfilm | Andrew Cividino  | Gewonnen    |
| 2015 | TIFF (40ste editie)                     | Best Canadian First Feature Film       | Andrew Cividino  | Gewonnen    |
| 2016 | Canadian Screen Award (4de editie)      | Beste film                             | Sleeping Giant   | Genomineerd |
| 2016 | Canadian Screen Award (4de editie)      | Beste regisseur                        | Andrew Cividino  | Genomineerd |
| 2016 | Canadian Screen Award (4de editie)      | Beste acteur                           | Nick Serino      | Gewonnen    |
| 2016 | Canadian Screen Award (4de editie)      | Beste montage                          | James Vandewater | Genomineerd |